# V-15
La autopista V-15 es el acceso por el sureste a la ciudad de Valencia, concretamente desde la V-30, prolongación de la vía autonómica CV-500.

## Historia
La V-15 es el resultado del primer trazado de la Autopista del Mediterráneo en su tramo Valencia - Alicante, dicho trazado tenía previsto unir ambas capitales siguiendo un trazado lo más cercano a la costa posible, y esto incluía atravesar la Dehesa del Saler y la Albufera de Valencia previstas como zonas turísticas y residenciales en el PGOU de Valencia de 1966. Adicionalmente, el PGOU de 1966 preveía la reutilización del viejo cauce del río Turia como fin de la futura A-3, Autopista de Levante de la cual solo se habían construido 11 km en Madrid hasta el momento. Debido a este planteamiento, la autopista empezó su trazado junto al viejo cauce del río Turia, en el punto de finalización estimado para la A-3 y continuó hasta el enlace, en obras, del Plan Sur con la  N-335 . Finalmente, y debido a las protestas vecinales y ecologistas, que desembocaron en el nombramiento de la Albufera como parque natural, el ministerio de Fomento decide cancelar el trazado de la Autopista del Mediterráneo por el Saler y optar por convertir la  N-332  en autovía entre Valencia y Silla y desviar un ramal tras atravesar esta última hasta la traza ya construida de la entonces  A-7  permitiendo la apertura de la misma en 1974. Entre tanto, el tramo abandonado pasó a ser utilizado exclusivamente por tráfico local, siendo nombrado como Autopista  V-15 , adicionalmente el trazado original se completó y complementó hasta el Saler con la carretera local  VV-1043  más tarde renombrada a  CV-500 .

## Recorrido
Inicia su recorrido en Valencia, concretamente en el barrio de la Ciudad de las Artes y las Ciencias y entra en la huerta de La Punta. Inmediatamente se incorporan los vehículos procedentes del túnel con los procedentes de la Ronda Sur de Valencia, y más adelante (al pasar sobre las vías del ferrocarril) se incorporan los vehículos de la "Carrera del Riu" que llegan desde La Punta y Nazaret. 
| Velocidad | Esquema | Salida | Sentido Pinedo (descendente) | Sentido Peris y Valero (ascendente) | Carretera                                                     | Notas |
| --------- | ------- | ------ | --- | --- | ------------------------------------------------------------- | ----- |
|           |         |        | Valencia | Valencia | Avda. de la Plata                                             |       |
|           |         |        | Valencia Ciudad de las Artes y las Ciencias Bº Nazaret | | Avda. Alcalde Reig Avda. Hnos. Maristas Av. Antonio Ferrandis |       |
|           |         |        | Túnel (630 m.) | |                                                               |       |
|           |         |        | | Valencia Ciudad de las Artes y las Ciencias Bº Nazaret | Avda. Alcalde Reig Avda. Hnos. Maristas Av. Antonio Ferrandis |       |
|           |         |        | VALENCIA | VALENCIA |                                                               |       |
|           |         |        | Acceso sureste a Valencia | | V-15                                                          |       |
|           |         |        | | Bº Nazaret | CV-5010                                                       |       |
|           |         |        | Puerto de Valencia - ZAL - Pinedo V-31 A-7 AP-7 N-332 Alicante - Albacete A-3 aeropuerto - Motilla del Palancar - Madrid A-7 AP-7 N-340 Castellón - Barcelona | Puerto de Valencia - ZAL - Pinedo V-31 A-7 AP-7 N-332 Alicante - Albacete A-3 aeropuerto - Motilla del Palancar - Madrid A-7 AP-7 N-340 Castellón - Barcelona | V-30                                                          |       |
|           |         |        | | Acceso sureste a Valencia | V-15                                                          |       |
|           |         |        | El Saler Parque Natural de la Albufera Sueca | | CV-500                                                        |       |